# Cliff Alexander
Cliff Alexander (ur. 16 listopada 1995 w Chicago) – amerykański koszykarz występujący na pozycji skrzydłowego, obecnie zawodnik Korea Gas Corporation.
Jest synem Cliftona Terry, koszykarza mającego za sobą występy w D-League oraz Latilli Alexander. Ma pięciu braci i siostrę.
W koszykówkę zaczął grać w ósmej klasie. Jako zawodnik ostatniej klasy liceum Curie notował średnio ponad 26 punktów, 16 zbiórek i 6 bloków na mecz, zajmując 3. miejsce w rankingu ESPN 100. Rozgrywki zakończył z tytułami Zawodnik Roku im. Naismitha, MVP Jordan Brand Classic All-American oraz Mr Basketball. W 2014 wystąpił w meczu wschodzących gwiazd - Nike Hoop Summit oraz McDonald’s All-American.
Był szykowany do loterii draftu, jednak rozegrał jeden sezon na uczelni Kansas. Nie występował tam przez kilka tygodni, ponieważ komisja weryfikacyjna NCAA sprawdzała, czy nie zostały złamane przepisy NCAA odnośnie do statusu amatora oraz w kwestii przyjmowania przez jego rodzinę zabronionych przez federację prezentów. Nie wystąpił w ośmiu ostatnich spotkaniach sezonu, decydujących o mistrzostwie fazy  zasadniczej konferencji Big 12, z powodu śledztwa o ewentualnie przyjmowanie korzyści przez jego matkę. 4 kwietnia 2015 przystąpił do draftu NBA, w którym został ostatecznie pominięty.
W okresie letnim reprezentował Brooklyn Nets podczas letnich lig NBA w Las Vegas oraz Orlando. Następnie spędził obóz treningowy z zespołem Portland Trail Blazers i to właśnie z nim podpisał umowę. 2 kwietnia 2017 podpisał umowę  do końca sezonu z Brooklyn Nets, dwa dni później został zwolniony. 24 września 2017 podpisał roczną umowę z New Orleans Pelicans. 14 października został zwolniony.
1 sierpnia 2018 został zawodnikiem Brose Bamberg. 22 czerwca 2019 opuścił klub. 30 lipca dołączył do francuskiego Le Mans Sarthe Basket.

## Osiągnięcia
Stan na 30 lipca 2019, na podstawie, o ile nie zaznaczono inaczej.
NCAA
- Uczestnik turnieju NCAA (2015)
- Mistrz sezonu regularnego konferencji Big 12 (2015)
- Big-12 Preseason Freshman of the Year (2014)[1]

Drużynowe
- 4. miejsce w Lidze Mistrzów (2019)
- Puchar Niemiec w koszykówce mężczyzn (2019)

Reprezentacja
- Mistrz Ameryki 3x3 U–18 (2013)